# Hemihyalea despaignei
Hemihyalea despaignei är en fjärilsart som beskrevs av De Toulgoët 1982. Hemihyalea despaignei ingår i släktet Hemihyalea och familjen björnspinnare. Inga underarter finns listade i Catalogue of Life.